# Samuel Gaze
Samuel William Gaze (Tokoroa, 12 dicembre 1995) è un mountain biker e ciclista su strada neozelandese che corre per il team Alpecin-Deceuninck.
Nella specialità del cross country "olimpico" ha vinto due ori ai Giochi del Commonwealth e due titoli mondiali Under-23; è stato anche campione del mondo di cross country "short track" nel 2022 e nel 2023, campione del mondo di marathon nel 2022, e vice-campione del mondo di cross country eliminator nel 2015. Dal 2020 è attivo come professionista anche su strada.

## Palmarès

### Mountain bike
- 2013 (Juniores)

Campionati neozelandesi, Cross country Junior
Campionati oceaniani, Cross country Junior
3ª prova Coppa del mondo, Cross country Junior (Val di Sole)
- 2014

Campionati neozelandesi, Cross country Elite
1ª prova Coppa del mondo, Cross country eliminator (Cairns)
Ötztaler Mountainbike Festival, Cross country Under-23 (Haiming)
Grazer Bike-Opening Stattegg, Cross country Under-23 (Graz)
BMC Racing Cup, Cross country Under-23 (Gränichen)
- 2016

SA XCO Cup Series, Cross country (Città del Capo)
Campionati neozelandesi, Cross country Elite
1ª prova Coppa del mondo, Cross country Under-23 (Cairns)
2ª prova Coppa del mondo, Cross country Under-23 (Albstadt)
Campionati del mondo, Cross country Under-23
- 2017

SA XCO Cup Series, Cross country (Città del Capo)
6ª prova Swiss Bike Cup, Cross country (Basilea)
Campionati del mondo, Cross country Under-23
Singer Wäldercup, Cross country (Titisee-Neustadt)
- 2018

1ª prova Coppa del mondo, Cross country Elite (Stellenbosch)
Giochi del Commonwealth, Cross country (Gold Coast)
3ª prova Coppa del mondo, Cross country short track (Nové Město na Moravě)
Copa Catalana Internacional MTB, Cross country (Girona)
6ª prova Coppa del mondo, Cross country short track (Mont-Sainte-Anne)
- 2019

Sea Otter Europe, Cross country (Girona)
- 2020

XC Kocevje 2020, Cross country (Kočevje)
5ª prova Marathon Series, Cross country marathon (Girona)
- 2021

Watersley Sports and Talent Park, Cross country (Sittard)
6ª prova Swiss Bike Cup, Cross country (Basilea)
Copa Catalana Internacional BTT, Cross country (Girona)
- 2022

OpFietse MTB Race, Cross country (Wijster)
2ª prova Coppa del mondo, Cross country short track (Albstadt)
Giochi del Commonwealth, Cross country (Birmingham)
Campionati del mondo, Cross country short track
5ª prova Coppa del mondo, Cross country short track (Val di Sole)
Campionati del mondo, Cross country marathon
- 2023

Costa Blanca Cup XCO, Cross country (Alicante)
Shimano Supercup Massi, Cross country (La Nucia)
2ª prova MTB French Cup, Cross country short track (Guéret)
2ª prova MTB French Cup, Cross country (Guéret)
Campionati del mondo, Cross country short track
- 2024

1ª prova Coppa del mondo, Cross country short track (Mairipora)
3ª prova Coppa del mondo, Cross country short track (Val di Sole)
Girona
- 2025

La Nucia

## Piazzamenti

### Grandi Giri
- Vuelta a España

2023: ritirato (8ª tappa)

### Competizioni mondiali
- Campionati del mondo di mountain bike[1]

Saalfelden 2012 - Cross country Junior: 46º
Val di Sole 2013 - Staffetta a squadre: 8º
Val di Sole 2013 - Cross country Junior: ritirato
Hafjell-Lillehammer 2014 - Cross country Under-23: ritirato
Vallnord 2015 - Cross country eliminator: 2º
Vallnord 2015 - Cross country Under-23: 4º
Nové Město na Moravě 2016 - Cross country Under-23: vincitore
Cairns 2017 - Staffetta a squadre: 8º
Cairns 2017 - Cross country Under-23: vincitore
Leogang 2020 - Cross country Elite: 65º
Val di Sole 2021 - Cross country short track: 11º
Val di Sole 2021 - Cross country Elite: 6º
Les Gets 2022 - Cross country short track: vincitore
Les Gets 2022 - Cross country Elite: ritirato
Glasgow 2023 - Staffetta a squadre: 11º
Glasgow 2023 - Cross country short track: vincitore
Glasgow 2023 - Cross country Elite: 2º
Vallnord 2024 - Cross country short track: 12°
Vallnord 2024 - Cross country Elite: 38º
- Campionati del mondo di mountain bike marathon

Singen 2017 - Elite: 71º
Haderslev 2022 - Elite: vincitore
- Giochi olimpici

Rio de Janeiro 2016 - Cross country: 37º
Parigi 2024 - Cross country: 6º